# Bembecia sanguinolenta
Bembecia sanguinolenta is een vlinder uit de familie wespvlinders (Sesiidae), onderfamilie Sesiinae.
Bembecia sanguinolenta is voor het eerst wetenschappelijk beschreven door Lederer in 1853. De soort komt voor in het Palearctisch gebied.